# Gramática da lingua franca nova
A gramática de lingua franca nova (elefen) é uma simplificação da gramática comum das línguas românicas (espanhola, francesa, italiana, catalã e portuguesa. Ela se assemelha à dos crioulos das línguas românicas como o haitiano, o cabo-verdiano, o papiamento e o chabacano.

## Alfabeto e pronúncia
Elefen usa o alfabeto mais conhecido no mundo: o alfabeto romano ou latino.
- letras minúsculas
  - a b c d e f g h i j l m n o p r s t u v x z
- letras maiúsculas
  - A B C D E F G H I J L M N O P R S T U V X Z

K (k), Q (q), W (w) e Y (y) não aparecem em palavras comuns. Em cerca de cem palavras internacionais de origem não-romance, W pode ser escrito em vez de U e Y em vez de I, para facilitar o reconhecimento da grafia: ioga/yoga, piniin/pinyin, sueter/sweter, ueb/web. Além disso, K, Q, W e Y são usados apenas para preservar as formas originais de nomes próprios e palavras não-elefen.
H também não é comum, mas é encontrado em alguns termos técnicos e culturais.

### Letras maiúsculas
Uma letra maiúscula é usada no início da primeira palavra de uma frase.
As letras maiúsculas também são usadas no início de nomes próprios. Quando um nome próprio consiste em várias palavras, cada palavra é capitalizada - exceto palavras menores como "la" e "de":
- Pessoas, reais ou imaginárias, bem como animais e coisas personificadas
  - Maria, São Paulo, Barack Obama, Jan de Hartog, Senhora Braun, Oscar de la Renta, Mickey Mouse
- Organizações (por exemplo, empresas, sociedades)
  - Ikea, Nações Unidas, Organização Mundial da Saúde
- Entidades políticas (por exemplo, nações, estados, cidades)
  - França, Atenas, Cidade de Nova York, Estados Unidos da América
- Localizações geográficas (por exemplo, rios, oceanos, lagos, montanhas)
  - Os Alpes, Rio Amazonas, Oceano Atlântico
- Letras do alfabeto
  - E, N

Mas com títulos de obras de arte e literatura, apenas a primeira palavra do título é capitalizada (juntamente com quaisquer nomes próprios que apareçam):
- Un sonia de un note de mediaestate – Sonho de uma Noite de Verão
- La frates Karamazov – Os Irmãos Karamazov
- Tocata e fuga en D minor – Tocata e Fuga em Ré Menor

Às vezes, como em avisos, letras maiúsculas são usadas para ENFATIZAR palavras ou frases inteiras.
Elefen usa letras minúsculas em lugares onde alguns idiomas usam letras maiúsculas:
- Dias da semana
  - lundi, jovedi - segunda-feira, quinta-feira
- Meses
  - marto, novembre - março, novembro
- Feriados e ocasiões similares
  - natal, ramadan, páscoa - Natal, Ramadan, Páscoa
- Séculos
  - la sentenio dudes-un - o século XXI
- Línguas e povos
  - catalan, xines - catalão, chinês
- Abreviações
  - lfn, pf

### Nomes das letras
As seguintes sílabas são usadas para nomear as letras em discurso, por exemplo, ao soletrar uma palavra:
- a be ce de e ef ge hax i je ka el em en o pe qua er es te u ve wa ex ya ze

Estas são substantivos e podem ser pluralizados: as, bes, efes.
Na escrita, pode-se simplesmente apresentar a letra em si, em maiúscula, adicionando -s para o plural:
- La parola “matematica” ave tre As, du Ms (pronunciado emes), e un E. – A palavra "matematica" tem três As, dois Ms e um E.

## Frases
A maioria das frases em Elefen contêm uma frase verbal, geralmente denotando a ocorrência de uma ação. Uma frase verbal consiste de um verbo mais quaisquer modificadores, como advérbios ou frases preposicionais.
A maioria das frases também contém pelo menos uma frase nominal, geralmente denotando uma pessoa ou coisa. Uma frase nominal consiste de um substantivo mais quaisquer modificadores, como determinantes, adjetivos e frases preposicionais.

### Subjecto e objecto
As duas frases nominais mais importantes são o sujeito e o objeto. Seu significado exato depende da escolha do verbo, mas de forma geral, o sujeito é a pessoa ou coisa que realiza a ação, e o objeto é a pessoa ou coisa que é diretamente afetada pela ação.
Em Elefen, o sujeito sempre precede o verbo, e o objeto sempre segue:
- La gato xasa la scural. – O gato (sujeito) … persegue (verbo) … o esquilo (objeto).
- La xica gusta la musica. – A garota (sujeito) … gosta (verbo) … da música (objeto).
- La can dormi. – O cachorro (sujeito) … dorme (verbo).

Em alguns casos, por razões de estilo ou clareza, pode-se querer colocar o objeto do verbo no início da frase. Nesses casos, o objeto deve ser seguido por uma vírgula, e um pronome objeto é usado após o verbo:
- La gatos, me no gusta los. – Gatos, eu não gosto deles.

A maioria dos verbos requer um sujeito, mas muitos não requerem um objeto.

### Complementos
O atributo é um elemento frequente na frase. É um elemento descritivo complementar, que pode ser precedido de verbos como es (ser/estar), deveni (tornar-se), pare (parecer) e resta (permanecer):
- Computadores es macinas. – Computadores (sujeito)… são (verbo)… máquinas (atributo).
- La aira pare umida. – O ar (sujeito)… parece (verbo)… úmido (atributo).
- La patatas ia resta calda. – As batatas (sujeito)… permanecem (verbo)… quentes (atributo).
- La idea es ce tu canta. – A ideia (sujeito)… é (verbo)… que você cante (atributo: proposição).

### Preposições
Outro elemento importante na frase é o grupo preposicional, que acrescenta detalhes a um substantivo, a um verbo que o precede ou a toda a frase.
- La om ia cade tra sua seja. – O homem (sujeito)… caiu (verbo)… pelo seu grupo preposicional de cadeira).
- En la note, la stelas apare. – À noite, (grupo preposicional)… as estrelas (sujeito)… aparecem (verbo).
- Me dona a tu esta poma. – Eu (sujeito)… você (grupo preposicional)… eu dou (verbo)… esta maçã (objeto).
- Tu no aspeta como tua foto. – Você (sujeito)… não aparece (verbo)… como na sua foto (grupo preposicional).

### Proposições
Algumas frases também contêm proposições, que são como pequenas frases dentro da frase principal (proposições subordinadas). Eles podem modificar frases nominais, frases verbais ou a frase principal:
- La om ci ia abita asi ia vade a Paris. – O homem que morava aqui foi para Paris.
- El va visita en julio, cuando la clima es bon. – Ele visitará em julho, quando o tempo estiver bom.
- On no ia permete me fa la cosas como me ia desira. – Eu não tinha permissão para fazer as coisas do jeito que eu queria.
- Me pensa ce el es bela. – Eu acho que ele/ela é adorável.

## Substantivos
Um substantivo é tipicamente introduzido por determinantes, e pode ser seguido por adjetivos e frases preposicionais, produzindo uma expressão nominal. Substantivos típicos denotam objetos físicos como pessoas, lugares e coisas, mas os substantivos também podem denotar conceitos mais abstratos que são gramaticalmente semelhantes.

### Plural
Adicionar -s a um substantivo torna-o plural. Se o substantivo singular terminar em uma consoante, -es é adicionado em vez disso. O final plural não afeta o acento da palavra:
- gato, gatos - gato, gatos
- om, omes - homem, homens

Os adjetivos que modificam um substantivo não mudam quando o substantivo está no plural. Mas quando um adjetivo é usado como substantivo, ele pode ser pluralizado:
- la bones, la males, e la feas - o bom, o mau e o feio
- multe belas - muitas belezas

Alguns substantivos que são plurais em inglês são singulares em Elefen:
- El regarda un sisor con un binoculo. - Ele está olhando para um par de tesouras através de [um par de] binóculos.
- On usa un bretela per suporta sua pantalon. - Você usa suspensórios para segurar suas calças (EUA); você usa suspensórios para segurar suas calças (GB).
- Me ia compra esta oculo de sol en Nederland. – Eu comprei esses óculos de sol na Holanda.

### Nomes contáveis e não contáveis
Como muitas línguas, o Elefen distingue substantivos contáveis e incontáveis. Um substantivo contável (ou "substantivo contável") pode ser modificado por um número e pode aceitar o plural -s. Substantivos contáveis típicos representam objetos que são claramente entidades individuais, como casas, gatos e pensamentos. Por exemplo:
- un auto; la autos; cuatro autos – um carro; os carros; quatro carros
- un gato; multe gatos; un milion gatos – um gato; muitos gatos; um milhão de gatos

Por outro lado, substantivos incontáveis (às vezes chamados de "substantivos de massa") geralmente não aceitam o plural -s. Substantivos incontáveis normalmente denotam massas que não têm clareza individual, como líquidos (água, suco), pós (açúcar, areia), substâncias (metal, madeira) ou qualidades abstratas (elegância, lentidão). Quando são modificados por um número ou outra palavra de quantidade, uma unidade de medida é frequentemente adicionada para clareza. Por exemplo:
la acua; alga acua; tre tases de acua – the water; some water; three cups of water
- la acua; alga acua; tre tases de acua – a água; alguma água; três xícaras de água
- lenio; multe lenio; du pesos de lenio –  a madeira; muita madeira; duas peças de madeira

No entanto, substantivos incontáveis podem ser usados de maneira contável. Eles então denotam exemplos ou instâncias específicas:
- Du cafes, per favore. – Dois cafés, por favor.
- Me ia proba multe cesos. – Eu provei muitos queijos.
- On no pote compara la belias de Paris e Venezia. – Você não pode comparar as belezas de Paris e Veneza.

### Gênero
Os substantivos geralmente não indicam seu gênero. Para distinguir os sexos, os adjetivos mas e fema são usados:
- un cavalo mas - um cavalo macho, um garanhão
- un cavalo fema - um cavalo fêmea, uma égua

Mas há algumas palavras para relações familiares que marcam as mulheres com -a e os homens com -o:
- ava, avo - avó, avô
- fia, fio - filha, filho
- neta, neto - neta, neto
- sobrina, sobrino - sobrinha, sobrinho
- sposa, sposo - esposa, esposo
- tia, tio - tia, tio
- xica, xico - menina, menino

Também há alguns pares que usam palavras diferentes para os dois sexos:
- dama, cavalor - dama, cavaleiro
- diva, dio - deusa, deus
- fem, om - mulher, homem
- madre, padre - mãe, pai
- rea, re - rainha, rei
- seniora, senior - senhora, Sra; cavalheiro, Sr.

O sufixo raro -esa forma as variantes femininas de alguns papéis sociais históricos:
- abade, abadesa - abade, abadessa
- baron, baronesa - barão, baronesa
- conte, contesa - conde, condessa
- duxe, duxesa - duque, duquesa
- imperor, imperoresa - imperador, imperatriz
- marci, marcesa - marquês, marquesa
- prinse, prinsesa - príncipe, princesa
- tsar, tsaresa - czar, czarina

### Frases nominais
Uma frase nominal consiste de um substantivo e seus modificadores: determinantes, que precedem o substantivo, e adjetivos e frases preposicionais, que o seguem.
As duas frases nominais mais importantes em uma sentença são o sujeito e o objeto. O sujeito precede o verbo e o objeto segue o verbo. Outras frases nominais normalmente são introduzidas por preposições para esclarecer sua função.
Uma frase nominal normalmente deve conter um determinante - talvez apenas o marcador de plural -s. Mas essa regra não se aplica a nomes próprios, aos nomes de dias da semana, meses e línguas, e a substantivos incontáveis:
- Desembre es calda en Australia. – Dezembro é quente na Austrália.
- Nederlandes es mea lingua orijinal. – O holandês é minha língua original.
- Me gusta pan. – Eu gosto de pão.

A regra também é frequentemente relaxada quando a frase nominal segue uma preposição, especialmente em expressões fixas:
- El es la comandor de polisia. – Ele é o chefe de polícia.
- Me no gusta come bur de aracide. – Eu não gosto de comer pasta de amendoim.
- Nos vade a scola. – Nós vamos para a escola.
- Acel es un problem sin solve en matematica. – Isso é um problema sem solução na matemática.
- Un virgula pare nesesada per claria. – Uma vírgula parece necessária para clareza.

Um adjetivo ou determinante pode ser modificado por um advérbio precedente. Como advérbios parecem adjetivos, múltiplos adjetivos normalmente são separados por vírgulas ou "e". Na fala, a entonação torna a diferença clara:
- Sola un poma multe putrida ia resta. – Apenas uma maçã muito podre restou.
- Me ia encontra un fem bela intelijente. – Eu conheci uma mulher lindamente inteligente.
- Me ia encontra un fem bela, joven, e intelijente. – Eu conheci uma mulher bonita, jovem e inteligente.

Às vezes, um substantivo é apenas um token para qualquer membro de sua classe. Nesses casos, pouco importa se "o" ou "um" é usado, ou se o substantivo é plural ou singular:
- La arpa es un strumento musical. – A harpa é um instrumento musical.
- Un arpa es un strumento musical. – Uma harpa é um instrumento musical.
- Arpas es strumentos musical. – Harpas são instrumentos musicais.

Um pronome é um caso especial de uma frase nominal. Os pronomes geralmente não podem ser modificados.

### Aposição
Two noun phrases are said to be in apposition when one directly follows the other and both refer to the same entity. In most cases, the second phrase identifies the entity:
- la Rio Amazona – o rio Amazonas
- la Mar Pasifica – o Oceano Pacífico
- la Isola Skye – a Ilha de Skye
- la Universia Harvard – a Universidade de Harvard
- la Funda Ford – a Fundação Ford
- Re George 5 – Rei George V
- San Jacobo la major – São Tiago Maior
- Piotr la grande – Pedro, o Grande
- mea ami Simon – meu amigo Simon
- la parola “inverno” – a palavra "inverno"
- la libro La prinse peti – o livro O Pequeno Príncipe

Acrônimos e letras isoladas podem seguir diretamente um substantivo para modificá-lo:
- La disionario es ance disponable como un fix PDF. – O dicionário também está disponível como um arquivo PDF.
- El ia porta un camisa T blu de escota V. – Ela estava vestindo uma camiseta azul de gola V.

Ocasionalmente, dois substantivos se aplicam igualmente a um objeto ou pessoa. Nestes casos, os substantivos são unidos por um hífen:
- un produor-dirijor – um produtor-diretor
- un primador-scanador – um impressora-escâner

Em todos os casos, o plural -s ou -es é aplicado a ambos os substantivos:
- la statos-membros - os estados membros
- produtores-dirijores – produtores-diretores

Um caso especial envolve o verbo nomi (nome):
- Nos ia nomi el Orion. – Nós o chamamos de Orion.
- Me nomi esta forma un obelisce. — Eu chamo essa forma de obelisco.

## Determinantes
Um determinante é uma palavra que modifica um substantivo para expressar a referência do substantivo, incluindo sua identidade e quantidade. Além do marcador de plural -s (que é considerado um determinador em Elefen), os determinantes sempre precedem o substantivo.
Existem várias classes diferentes de determinantes. Exemplos típicos de cada classe são: tota, la, esta, cual, cada, mea, multe, otra.

### Predeterminantes
Tota significa “todos”. Indica a quantidade total do referente do substantivo. Ao contrário de cada, tota refere-se à coisa toda, e não aos indivíduos separados que a compõem:
- Tota linguas es asurda. – All languages are absurd.
- Me va ama tu per tota tempo. – Eu vou te amar todo o tempo.
- La lete ia vade a tota locas. – O leite foi para todos os lados.
- On ia oia la musica tra tota la vila. – A música foi ouvida por toda a cidade.

Ambos significa “ambos”. Pode ser usado no lugar de tota quando se sabe que a quantidade total é de apenas dois. O substantivo deve estar no plural:
- Ambos gamas es debil. – Ambas as pernas são fracas.

Semanticamente, tota e ambos não são diferentes de quantificadores, mas são tratados como uma classe separada por causa de sua sintaxe: eles precedem todos os outros determinantes em uma frase nominal, incluindo la.
Eles também podem ser usados como pronomes.

## Abreviações
Várias abreviações são usadas no Elefen. Elas não são escritas com pontos (pontos finais).

## Pontuação
Em geral, Elefen deixa a escolha da pontuação a cargo do escritor, sendo os únicos padrões os da clareza e da consistência. No entanto, existem algumas convenções básicas que são as mesmas na maioria das línguas europeias.
A primeira palavra de uma frase deve começar com uma letra maiúscula.

### Sinais de pontuação primários
Uma frase comum termina com um ponto final ( . ).
Se uma frase é uma pergunta direta, ela termina com um ponto de interrogação ( ? ).
Um ponto de exclamação ( ! ) pode ser usado no final de uma frase que teria uma intensidade emocional se fosse falada.
Uma vírgula ( , ) indica uma pausa natural em uma frase, ou é às vezes incluída apenas para separar claramente uma parte de uma frase (como uma cláusula) de outra. Vírgulas também são usadas para separar os itens de uma lista.
Ao escrever números, o ponto decimal pode ser escrito como vírgula ou ponto ( . ). Grupos adjacentes de três dígitos podem ser separados por espaços.
Dois pontos ( : ) introduzem uma apresentação mais detalhada do que precede. Use uma letra maiúscula após os dois pontos se o que segue for uma frase completa, mas não se for apenas uma lista ou parte de uma frase.
O ponto e vírgula ( ; ) pode ser usado no lugar de um ponto entre duas frases que se refletem ou se equilibram de perto. Também pode separar os itens de uma lista em que estes são longos ou contêm suas próprias vírgulas.
Não coloque um espaço à esquerda de um sinal de pontuação principal. Mas coloque um espaço à direita, exceto no final de um parágrafo.

### Aspas
Uma aspa de citação aparece no início e no final das palavras que são apresentadas como uma citação direta. Existem várias formas de aspas no mundo, incluindo ' “ ‹…› «…».
No Elefen, a forma ” é normalmente usada, pois é clara, fácil de digitar e internacional. Quando uma citação aparece dentro de outra, ' é colocada ao redor da citação interna - há um exemplo abaixo. Na boa tipografia, como em livros, as formas curvas “” e ‘’ são usadas, mas são desnecessárias na comunicação diária. Não coloque espaços entre as aspas e o texto citado.
Em alguns idiomas, um traço (—) aparece no meio do diálogo quando uma nova pessoa começa a falar, em vez de aspas. Recomendamos evitar isso no Elefen, porque é menos claro e pode ser confundido com outros usos de traços.
Ao citar as palavras de um personagem em uma história, a citação é frequentemente acompanhada por uma tag indicando quem está falando e sua maneira. Para tais frases em Elefen, é melhor colocar um traço entre essa tag e cada parte da citação. Dessa forma, é fácil preservar a pontuação exata da frase original:
- La vendor murmura – “Ma lo no es tan simple, mea ami.”
- “Me acorda.” – la om responde felis.
- “Perce tu es asi?” – la fem demanda.
- “Cisa” – la bonvolor sujesta – “me pote aida.”
- “Me ave un ami nomida Freda,” – el esplica – “ci es un tortuga.”

Ao escrever sobre idiomas e citar uma palavra ou frase para mencioná-la, use apenas aspas:
- Eu gosto da palavra "xuxa".
- Sua esposa comentou - "Eu gosto da palavra 'xuxa'".

### Outros sinais de pontuação
A elipse (…) sugere uma pausa ou indica que algumas palavras foram deixadas de fora.
Traços (– ou —) e parênteses ((...)) envolvem comentários inseridos no fluxo normal de uma frase.
O apóstrofo (') indica que uma vogal foi omitida. Isso normalmente ocorre apenas em versos.
Em Elefen, os símbolos de moeda (€, ¥, £, $, etc.) são escritos antes ou depois dos dígitos dos preços, de acordo com o costume do país em questão.
Existem pontuações adicionais, mas seu uso tem pouca conexão com as regras do Elefen.